# Berbère Télévision
Cet article concerne la chaîne de télévision Berbère Télévision. Pour les articles homonymes, voir Berbères et Télévision.
Berbère Télévision, (appelée aussi: Berbère TV) est une chaîne de télévision généraliste privée consacrée à la communauté berbère. Elle diffuse ses programmes en tamazight et en français (29 %), et est considérée comme la première chaîne de télévision berbérophone.

## Historique
Berbère Télévision est lancée initialement en janvier 2000 sous le nom BRTV (Berbère Radio Télévision). Cette chaîne de télévision a pour vocation la découverte du monde berbère et l'ouverture vers la culture de ce dernier.
Depuis le printemps 2001, Berbère Télévision diffuse 24h/24 et 7j/7[réf. nécessaire].
Avec l’arrivée du Bouquet Berbère le 25 novembre 2008, deux nouvelles chaînes de télévision thématiques sont nées : Berbère Music, chaîne consacrée à la musique principalement kabyle, et Berbère Jeunesse, chaîne diffusant des dessins animés et des programmes éducatifs pour la jeunesse[réf. nécessaire].
Le 15 mars 2011, Berbère Télévision ainsi que les deux autres chaînes du Bouquet Berbère sont désormais disponibles dans le bouquet diffusé en format 16:9 sur le satellite Eutelsat W5A (ex. Atlantic Bird 3) utilisé par Fransat[réf. nécessaire].
Le 2 octobre 2013, le CRTC approuve une demande faite par TV5 Québec Canada en vue d'ajouter Berbère Télévision à la liste des chaînes de télévision approuvées pour distribution au Canada.
Depuis le 22 janvier 2015, Berbère Télévision est disponible aussi au Canada chez l'opérateur Bell. La chaîne étant diffusée en clair pendant un mois, le temps qui a permis au public de la découvrir, est devenue maintenant cryptée[réf. nécessaire].
Le 1er février 2015, Berbère Télévision passe du format MPEG-2 au format MPEG-4. Par conséquent, elle change de fréquence sur l'Eutelsat W5A, et l'ancienne affiche désormais écran noir[réf. nécessaire].
Depuis 9 février 2016, Berbère Télévision ainsi que Radio Berbère et Antinéa RNT sont désormais disponibles en clair pour l'Afrique du Nord, le Moyen-Orient et l'Afrique subsaharienne via le satellite Eutelsat 7WA positionné à 7.3° ouest.

## Organisation

### Dirigeants
Le directeur général actuel de Berbère Télévision est Miloud Lassal

### Animateurs
- Farid Sahel
- Hammou Merzouk
- Kamel Tarwiht
- Mohand Kacioui
- Katia Ait Chabane
- Belaid At Mejqan
- Takfarinas Nait Chabane
- Abdennour Abdesselam
- Hafid Adnani
- Ahcène Meriche
- Makhlouf Bessa
- Malek Hadadi

### Siège social
Les locaux de Berbère Télévision se trouvent  à Montreuil en France et à Alger en Algérie, dans le même complexe que ses deux petites sœurs Berbère Music et Berbère Jeunesse et Antinéa Radio.

## Identité visuelle

### Logos

Logo de Berbère Télévision de 2000 à 2008.
Logo de Berbère Télévision depuis 2008.

### Slogans
- Avant 2008 : « La seule chaîne qui vous parle berbère ».
- Depuis 2008 : « Tamazight vivra ».

## Programmes
Les programmes de Berbère Télévision consistent en flashs d'information, des magazines, des interviews, des séries, des films, des dessins animés et des clips musicaux.

### Émissions

#### Émissions originales
- Addal + (sport +) supprimé
- Allô amejjay (allô docteur)supprimé
- Amaynut (le neuf)supprimé
- Aɣmis (le journal)
- Arrac-nneɣ (nos enfants) supprimé
- Art et société
- Awal (le mot)
- Azzul Rio (bonjour Rio)supprimé
- Club de la presse supprimé
- Ddunit d afares (le monde de l'expression)supprimé
- Err-as tili (spotlight)supprimé
- Galaxie berbère supprimé
- Graffitisupprimé
- Igelliden-nneɣ (nos rois)
- I nezra mazal ad nzer (on a tant vu et on a encore tant à voir)supprimé
- J-7supprimé
- La parole est à vous supprimé
- Le divan berbèresupprimé
- Le droit et vous supprimé
- Point(s) de vue supprimé
- Tanezzayt (la matinale)
- Tanezzayt, Weekend (la matinale, weekend)
- Tilufa (affaires)supprimé
- Top 10 - la compilation
- Fais ton sport à la maison
- Auto legend
- La terre vue du sport
- Les délires du net

## Diffusion
Berbère Télévision est disponible sur le satellite, sur les réseaux câblés, sur les plateformes ADSL comme sur le web.

### Satellite
Berbère Télévision est diffusée sur: 
Afrique du Nord : EutelSat 7WA - position NileSat; Orientation : 7.3° Ouest; Fréquence : 10 873 Mhz; Polarisation : Verticale; SR : 27500; FEC : 5/6
France : Retrouvez le Bouquet Berbère avec Berbère Télévision, Berbère Jeunesse et Berbère Music sur les box interne

### Câble
Berbère Télévision est aussi incluse dans le bouquet TV du réseau câblé français Numericable, sur le canal 401.

### IPTV

#### France
La chaîne est disponible chez la plupart des FAI en France:
| Distributeur      | Canal |
| ----------------- | ----- |
| Orange Livebox TV | 540   |
| SFR Neufbox TV    | 545   |
| Freebox TV        | 487   |
| Bbox TV           | 229   |
| Dartybox TV       |       |
| Virginbox TV      |       |